# Церебилко, Евгения Георгиевна
Евгения Георгиевна Церебилко (7 декабря 1913, Кибартай, Сувалкская губерния, Российская империя — 26 июля 1985, Ленинград, СССР) — советская театральная актриса и педагог, заслуженная артистка Эстонской ССР (1951).

## Биография
Евгения Церебилко родилась 7 декабря 1913 года в посёлке Кибарты,  Волковыского уезда Сувалкской губернии Российской империи (ныне территория Литвы). Переехав в Ленинград, окончила школу-завод имени Васи Алексеева. После этого поступила в Центральное театральное училище в Ленинграде (педагог Б. М. Сушкевич), по окончании которого была принята в труппу Нового театра (ныне Балтийский дом).
В 1938—1956 актриса театра Балтфлота. С 1941 по 1942 год выступала в частях Балтфлота. В 1956—1958 после закрытия театра работала в Ленгосэстраде.
В 1958—1963 играла в Петрозаводском театре.
В 1963—1968 преподавала на кафедре театрального мастерства Ленинградского института культуры.
Умерла 26 июля 1985 года, похоронена вместе с мужем, режиссёром Александром Пергаментом, на Богословском кладбище (участок 73) в Ленинграде.

### Семья
- Муж — режиссёр Александр Викторович Пергамент (1906—1969), народный артист РСФСР[2].

## Награды и премии
- Орден Красной Звезды (1942)
- Почётная грамота Президиума Верховного Совета Эстонской ССР (16.08.1948)[3]
- Заслуженная артистка Эстонской ССР (1951)[2]

## Работы в театре
- 1937 — «Мера за меру» Шекспира — Изабелла
- 1937 — «Дети Ванюшина» С. Найдёнова — Клавдия
- 1937 — «Беспокойная старость» Л. Рахманова («Третья студентка»)
- 1938 — «Марии Стюарт» Ф. Шиллера — Елизавета Английская
- «Гибель эскадры» А. Корнейчука — Оксана
- «Молодая гвардия» по роману А. Фадеева — Ульяна Громова
- «Егор Булычов» М. Горького — Шурка
- «Королева Мария» В. Гюго — королева Мария
- «Офицер флота» А. Крона — Тамара[4]
- 1950 — «Закон Ликурга» по роману Т. Драйзера «Американская трагедия» — Сандра Финчли
- «Остров Афродиты» А. Парниса — «Ламбрини, мать Кирьякулеса
- 1961 — «Тартюф» Мольера — горничная